# Renegades d'Arlington
Stade
Maillots
Champion XFL 2023
Saison en cours
Les Renegades d'Arlington (en anglais : Arlington Renegades) sont une équipe professionnelle américaine de football américain basée à Arlington au Texas.
Fondée en 5 décembre 2018 sous le nom de Dallas Renegades, elle joue initialement dans la division Ouest de la ligue XFL lors de la saison 2020 et adopte le nom d'Arlington Renegades pour la saison suivante.
En 2024, elle intègre la conférence XFL de la United Football League (UFL), nouvelle ligue mineure de printemps en football américain.
Les propriétaires des équipes de cette ligue sont la Fox Corporation (50%), Dany Garcia, Dwayne Johnson et la RedBird Capital Partners (50%) et elles sont gérées par la société Alpha Acquico de Dwayne Johnson et la Fox Corporation.
L'équipe joue ses matchs à domicile au Choctaw Stadium d'Arlington.

## Histoire

### Renegades de Dallas (2020)
Le 5 décembre 2018, Dallas est annoncée comme l'une des huit villes qui rejoindraient la ligue mineur XFL nouvellement réformée, en compagnie des villes de Seattle, Houston, Los Angeles, New York, Tampa Bay et Washington DC. Le 7 février 2019, Bob Stoops, entraîneur principal de longue date de l'équipe de football américain des Sooners de l'Oklahoma, est engagé comme entraîneur principal de l'équipe de Dallas. Stoops est le premier entraîneur principal embauché par la XFL. Le 23 avril 2019, Stoops désigné Chris Woods au poste de coordinateur défensif et le 16 mai 2019, désigne Hal Mumme au poste de coordinateur offensif. Le nom et le logo de l'équipe sont révélés le 21 août 2019, les uniformes des équipes l'étant le 3 décembre 2019.
Le 15 octobre 2019, les Renegades annoncent que le premier joueur de l'histoire de l'équipe est l'ancien quarterback NFL, Landry Jones.
Dallas perd 9 à 15 son premier match joué contre les Battlehawks de Saint-Louis. Le kicker Austin MacGinnis a marqué l'ensemble les points des Renegades via la transformation de field goals. Les Renegades gagnent leur premier match 25 à 18 en déplacement contre les Wildcats de Los Angeles. Ils gagnent la semaine suivante 24 à 12 toujours en déplacement contre les Dragons de Seattle. La XFL annonce l'annulation de la saison XFL 2020 à la suite de la pandémie de COVID-19. L'équipe termine sa première saison avec un bilan de 2 victoires pour 3 défaites.
Le 10 avril 2020, la XFL suspend ses opérations.

### Renegades d'Arlington (2023)
Le 3 août 2020, il est rapporté qu'un consortium dirigé par Dwayne « The Rock » Johnson, Dany Garcia et Gerry Cardinale (par l'intermédiaire du fonds RedBird Capital Partners de Cardinale) a acheté la XFL pour 15 millions de dollars quelques heures seulement avant que la vente aux enchères ne commence,. L'achat reçoit l'approbation du tribunal le 7 août 2020. La XFL engage Bob Stoops comme entraîneur principal le 13 avril 2022, dans l'espoir qu'il puisse entraîne l'équipe Dallas. Le 24 juillet 2022, le retour d'une franchise XLF à Dallas est confirmé, cette fois connue sous le nom d' « Arlington Renegades », avec Bob Stoops au poste d'entraîneur principal. Le 31 octobre 2022, la XFL annonce officiellement que le nom des Renegades reviendra avec un tout nouveau logo. L'équipe termine la saison avec un bilan de 4 victoires pour 6 défaites en 2023, mais se qualifie pour la série éliminatoire en tant que deuxième équipe de la division Sud. Après avoir battu les Roughnecks de Houston lors du match éliminatoire de la division Sud, les Renegades remportent la finale du championnat 2023 de la XFL 2023 en battant 35 à 26 les Defenders du District de Columbia.

### Fusion USFL/XFL
En septembre 2023, le site journalistique Axios relate que la XFL est en négociations avancées avec l'USFL pour fusionner les deux ligues avant le début de leurs saisons 2024 respectives, ce qui est confirmé par ces deux ligues le 28 septembre 2023, tout en précisant que les détails autour de la fusion seront dévoilés plus tard. En octobre 2023, la XFL enregistre officiellement la marque déposée « United Football League » et le 30 novembre 2023, Dany Garcia (actionnaire majoritaire de la XFL) annonce sur sa page Instagram que les ligues ont reçus les autorisations nécessaires à la fusion et que les plans pour une "saison combinée" débutant le 30 mars 2024 sont en train d'être finalisés.
La fusion est annoncée officiellement sur la chaîne Fox le 31 décembre 2023, les huit équipes composant la nouvelle ligue étant annoncées le lendemain, transformant les deux ligues en conférences distinctes.

## Palmarès
| Saison                | Ligue  | Entraîneur      | Saison régulière | Saison régulière | Saison régulière | Saison régulière | Saison régulière | Saison régulière | Saison régulière | Saison régulière                                | Phase finale |
| --------------------- | ------ | --------------- | ---------------- | ---------------- | ---------------- | ---------------- | ---------------- | ---------------- | ---------------- | ----------------------------------------------- | --- |
| Saison                | Ligue  | Entraîneur      | Nb               | V                | D                | N                | %                | +                | -                | Classement                                      | Phase finale |
| Renegades de Dallas   |        |                 |                  |                  |                  |                  |                  |                  |                  |                                                 | |
| 2020                  | XFL    | Todd Haley (en) | 5                | 2                | 3                | 0                | 40               | 90               | 102              | 2e Division Ouest                               | L'XLF met fin à la saison à la suite de la pandémie de Covid-19 après 5 matchs de saison régulière                                          |
| Renegades d'Arlington |        |                 |                  |                  |                  |                  |                  |                  |                  |                                                 | |
| 2023                  | XFL    | Todd Haley      | 10               | 4                | 6                | 0                | 40               | 146              | 194              | 2e division Sud                                 | Victoire 26-11 en finale de division contre les Roughnecks de Houston Victoire 35-26 en finale contre les Defenders du District de Columbia |
| 2024                  | UFL    | Bob Stoops (en) | 10               | 3                | 7                | 0                | 30               | 247              | 249              | 4e conférence XLF                               | Non qualifiés |
| Totaux                | Totaux | Totaux          | 25               | 9                | 16               | 0                | 36               | 483              | 543              | 1 titre, 2 matchs de phase finale (2 victoires) | 1 titre, 2 matchs de phase finale (2 victoires)                                                                                             |

## Records de franchise
| Statistique                                                 | Joueur             | Record          | Saison          |
| ----------------------------------------------------------- | ------------------ | --------------- | --------------- |
| Yards gagnés à la passe                                     | Luis Perez (en)    | 2 825 yards     | 2023-2024       |
| TDs inscrits à la passe                                     | Luis Perez (en)    | 16              | 2023-2024       |
| Yards gagnés à la course                                    | De'Veon Smith (en) | 722 yards       | 2023-2024       |
| TDs inscrits à la course                                    | De'Veon Smith (en) | 10              | 2023-2024       |
| Yards gagnés en réception                                   | Sal Cannella (en)  | 860 yards       | 2023-2024       |
| TDs inscrits en réceptions                                  | Sal Cannella (en)  | 6               | 2023-2024       |
| Nombre de réceptions                                        | Sal Cannella (en)  | 88              | 2023-2024       |
| Nombre d'interceptions                                      | Joe Powell (en)    | 6 interceptions | 2023-2024       |
| Nombre de sacks                                             | Joe Powell (en)    | 6 sacks         | 2023-2024       |
| Nombre de plaquages                                         | Donald Payne (en)  | 118             | 2023-2024       |
| Meilleure saison entraîneur                                 | Bob Stoops (en)    | 9/20 victoires  | 2020, 2023-2024 |
| Note : Record au total des saisons jouées dans la franchise |                    |                 |                 |